# Großschirma
Großschirma là một thị xã thuộc huyện Mittelsachsen, trong bang tự do Sachsen, nước Đức. Đô thị Großschirma có diện tích 61,44 km², dân số thời điểm ngày 31 tháng 12 năm 2005 là 6084 người. It is situated 7 km về phía tây bắc của Freiberg.